# 定期考査
定期考査（ていきこうさ）、定期試験（ていきしけん）、定期テスト（ていきテスト）は、学校で、各々の教科や科目の学習成果や教育効果を通して、成績評価したり、進級や卒業の可否を決めるために定期的に実施される試験のことである。

## 日本の定期考査
単元別試験が単元の学習を終えるごとに実施されることに対して、定期考査はあらかじめ、実施する時期が決まっているためにこう呼ぶ。小学校などでは単元別試験、中学校以降は定期考査が行われることが多い。単元別試験は「1時間目は授業、2時間目で試験、3時間目は授業」といったように授業の合間に行うことが多く、定期考査の期間中は授業を中止し、数日間にわたって試験のみを行う。中には試験期間を設け、試験前一週間、試験勉強に専念するため部活や放課後の活動を停止する学校もある。いずれの試験も、ある一定の学習を終えるごとに実施し、授業で習った内容が出題される。つまり、授業を習得できたかどうかを調べるために実施する。
一般に学期ごとに中間考査（ちゅうかんこうさ）・中間試験（ちゅうかんしけん）・中間テスト（ちゅうかんテスト）と期末考査（きまつこうさ）・期末試験（きまつしけん）・期末テスト（きまつテスト）がある。最終学期は、期末考査を兼ねて学年末考査（がくねんまつこうさ）・学年末試験（がくねんまつしけん）・学年末テスト（がくねんまつテスト）が実施される場合が多いが、学期ごとに単位を認定する学校では行われない。その代わり進級や卒業の可否を決めるための試験を行うので、進級考査（しんきゅうこうさ）・進級試験（しんきゅうしけん）・進級テスト（しんきゅうテスト）、最終学年であれば卒業考査（そつぎょうこうさ）・卒業試験（そつぎょうしけん）・卒業テスト（そつぎょうテスト）が行われる。大学（短期大学を含む）などでは、単位認定試験として、中間試験をせず期末試験だけを行うことが多い。また、長期休業明けには課題考査（かだいこうさ）・課題試験（かだいしけん）・課題テスト（かだいテスト）として宿題での問題をそのまま出題する試験が行われることもある。
数日から1週間といった特定期間に集中的に行われることも多く、個々のテストそのものだけでなく、この試験期間のことも定期考査、定期試験と呼ぶこともある。学校によって「テスト」「試験」「考査」など呼び方が異なるが、いずれも呼び方が異なるのみで内容は同じである。

### 中等教育段階の定期考査
中学校では、一般に中間考査で国語、社会、数学、理科、英語の5教科を行い、期末考査ではそれに実技4教科音楽、美術、保健体育、技術・家庭を加えた9教科の試験を実施するところが多い(特別の教科「道徳」は行われない)
。また、高等学校では教科が細分化されるため、教科毎ではなく科目別に試験が実施される。
一般的に、3学期制の学校では1学期中間試験は5月中下旬、1学期期末試験は6月下旬から7月上旬、中旬ごろ、2学期中間試験は9月下旬、10月上旬ごろ、2学期期末試験は11月下旬から12月上旬ごろ、学年末(3学期期末)試験は2月、3月上旬ごろに行われる。2学期制の学校では前期中間試験は5月下旬、6月上旬、中旬ごろ、前期期末試験は9月上中旬ごろ、後期中間試験は11月中旬、下旬から12月上旬ごろ、後期期末試験（学年末）は2月ごろ（3年は11月下旬、12月上旬、1月中下旬ごろ）、また一部の学校の1,2年生では後期期末とは別に学年末試験が3月に実施されるところもある。その学校は2学期制でも定期テストは5回実施される。3年は受験の関係で学年末（2学期期末）試験は10月上中旬、11月下旬から12月上旬ごろ。3学期期末試験はなし。
但し、学校・学年・教科・科目等の状況によっては、一部の教科・科目の試験を実施しない場合もある。この場合、定期考査前に統一した課題を実施し、その成績を定期考査の成績として扱うこともある。一般的に中間試験では副教科は実施されない。
1960年代から1970年代にかけては、定期考査の撤廃要求を掲げる学園紛争も見られた。
東京都立上野高等学校の例では1969年に中間・期末の定期考査が廃止され、代わりに自主ゼミ制度が導入された。同高校では高い大学進学率を有していたが、同時期に学区群制度が導入されたこともあり徐々に学力が低下。自由な校風は大学受験に不向きであるとして受験生からは敬遠されるようになった。

### 高等教育段階の定期試験
大学などでは、試験の上、単位を認定することが大学設置基準に定められており、実習教科目やレポートを課す教科目を除けば、一般的に定期試験が行われる。成績評定には、普段の出欠状況、提出課題、授業での様子、学習に対する関心・意欲・態度などが加味されることがあるが、定期試験の比重がかなりを占める場合がほとんどである。

### 実力考査
実力考査（じつりょくこうさ）、実力試験（じつりょくしけん）、実力テスト（じつりょくテスト）は、本来は学期ごとの学習評価を行うのに関係ないものであり、定期考査とは別の概念であるが、しばしば定期的に実施される。学校によっては、学期末の学習評価に組み入れるところもあるが、この場合、厳密に学期で行った学習のみを評価することには当たらなくなる。ただし、学校によっては中学校3年生で8回も実力考査があることがある。

## アメリカの定期考査
アメリカの大学では、一般的に定期試験として、学期ごとに中間試験（midterm examination）と期末試験（final examination）が実施される。
期末試験の内容は、中間試験実施以降に学習した内容が試験範囲となる場合と、学期の全体を通して学習した内容が試験範囲となる場合（comprehensive examination）がある。一部のアメリカの教育者は、大学の教授に過去問題集を公開するように勧めている。原因は、特定の学生だけが過去問題集を取得できない可能性があり、その場合、特定の学生は何があっても単位を取得できない可能性がある。どんなに頑張っても単位を取得できないという経験は、特定の学生の生活にある程度影響を与えることが多いので、公平を期すために、試験前に過去問題集を公開することを勧める。
定期試験の形式には4種類がある。
- 教科書を参照せずに閉じた状態で課す試験（closed-book examination）[2]
- 教科書やノート等の資料を参照することを認めて行う試験（open-book examination）[2]
- 問題を持ち帰らせ指定日までに提出させる試験（take-home examination）[2]
- 卒業時に実施されるもので口頭で問題を問う試験（oral examination）[2]

## 定期考査と学習
定期考査自体は物事の記憶にとって非常に重要であるため、試験は学習にとって重要である。教育者はまた、自分自身を試験することにより、定期考査でより良い成績を取得することを勧める。